# Martin Hellweg
 (octobre 2014).
Martin Hellweg (né le 30 mars 1967 à Essen) est président du conseil d'administration et partenaire de gestion du Ally Management Group  avec des activités sur les restructurations ainsi que la gestion financière et transactionnelle.
Dans le cadre de son activité dans le Ally Management Group, Martin Hellweg est chargé de la direction d'entreprise se trouvant dans des situations de restructuration. Il est en outre actif comme moniteur de gestion et membre de conseils d'administration et conseils de surveillance.
Au cours de sa carrière professionnelle, Martin Hellweg a été actif durant plusieurs années comme conseiller de gestion et a occupé plusieurs postes dans le domaine des finances. Il possède un MBA de la William E. Simon Graduate School of Business and Administration à Rochester (États-Unis), où il est également actif dans l'Alumni Council et y dirige régulièrement des séminaires. Il s'est fait une réputation de manager de « turnarounds » controversée lors de la restructuration du groupe Swissmetal, dont un site (Swissmetal à Reconvilier) a connu des grèves en 2004 et 2006, qui ont suscité l'attention nationale en Suisse et une mobilisation des acteurs politiques, économiques, syndicaux ainsi que de la population.
Depuis 2007, Martin Hellweg est également actif en tant que dite Virtual Bodyguard. Il a commencé à aider les victimes d'attaques digitale et à garder la formation de prévention pour la protection de la vie privée.
En 2014, Martin Hellweg publie le livre Safe Surfer aux éditions Econ.
Martin Hellweg tient un blog politique et publie également de la musique électronique en tant que membre du groupe MILK67.